# أغنام شمال رونالدساي
أغنام شمال رونالدساي (بالإنجليزية: North Ronaldsay sheep)‏ هي سلالة أغنام تعيش في شمال رونالدساي في أقصى شمال جزر أوركني باسكتلندا. هي إحدى سلالتين كانتا موجودتين في جزر أوركني، السلالة الأخرى موجودة بجزر شيتلاند. والسلالتين تنتميان لمجموعة سلالات أغنام شمال أربا قصيرة الذيل.